# Lista de prefeitos de Tangará (Rio Grande do Norte)
Esta é a lista de prefeitos de Tangará, município brasileiro do estado do Rio Grande do Norte.
| Nº | Prefeito                                | Imagem                    | Partido | Início de mandato     | Fim de mandato         | Vice-prefeito                           | Observações                   |
| -- | --------------------------------------- | ------------------------- | ------- | --------------------- | ---------------------- | --------------------------------------- | ----------------------------- |
| 1  | João Ataíde de Melo                     |                           |         | 28 de janeiro de1959  | 14 de agosto de 1959   | —                                       | Prefeito nomeado              |
| 2  | Josefa Nilda de Melo                    |                           |         | 14 de agosto de 1959  | 31 de janeiro de 1960  | —                                       | Prefeita nomeada              |
| 3  | Antônio Raposo Gomes de Melo            |                           |         | 31 de janeiro de 1960 | 30 de junho de 1962    | Maria Correia de Melo                   | Prefeito e vice eleitos       |
| 4  | Hélio Nelson                            |                           |         | 30 de junho de 1962   | 31 de janeiro de 1965  | —                                       | Prefeito nomeado              |
| 5  | Lourival Ferreira Lima                  |                           | PSD     | 31 de janeiro de 1965 | 1º de junho de 1968    | Manoel Barbosa de Lima                  | Prefeito e vice eleitos       |
| 6  | Manoel Barbosa de Lima                  |                           |         | 1º de junho de 1968   | 31 de janeiro de 1970  | —                                       | Vice-prefeito eleito no cargo |
| 7  | Aprígio Fernandes Pereira               |                           | ARENA   | 31 de janeiro de 1970 | 31 de janeiro de 1973  | Geraldo Abdala de Lima                  | Prefeito e vice eleitos       |
| 8  | José Celestino Soares                   |                           | ARENA   | 31 de janeiro de 1973 | 31 de janeiro de 1977  | João Custódio da Silva                  | Prefeito e vice eleitos       |
| 9  | João Severino de Pontes                 |                           |         | 31 de janeiro de 1977 | 31 de janeiro de 1983  | Luiz Fernandes Pereira                  | Prefeito e vice eleitos       |
| 10 | Israel Alves Carneiro                   |                           |         | 31 de janeiro de 1983 | 31 de dezembro de 1988 | Iracema Lima Soares                     | Prefeito e vice eleitos       |
| 11 | Theodorico Bezerra Netto                |                           |         | 1º de janeiro de 1989 | 31 de dezembro de 1992 | Amós Bezerra da Silva                   | Prefeito e vice eleitos       |
| 12 | Murilo Cavalcanti Cabral                |                           |         | 1º de janeiro de 1993 | 31 de dezembro de 1996 | João Severino de Pontes                 | Prefeito e vice eleitos       |
| 13 | Giovannu César Pinheiro e Alves         |                           | PL      | 1º de janeiro de 1997 | 31 de dezembro de 2004 | Francisco Barbosa de Mendonça           | Prefeito e vice eleitos       |
| 13 | Giovannu César Pinheiro e Alves         | Prefeito e vice reeleitos | PL      | 1º de janeiro de 1997 | 31 de dezembro de 2004 | Francisco Barbosa de Mendonça           |                               |
| 14 | Jorge Eduardo de Carvalho Bezerra       |                           | PSB     | 1º de janeiro de 2005 | 31 de dezembro de 2012 | Erociano Feliciano da Silva             | Prefeito e vice eleitos       |
| 14 | Jorge Eduardo de Carvalho Bezerra       | Prefeito e vice reeleitos | PSB     | 1º de janeiro de 2005 | 31 de dezembro de 2012 | Erociano Feliciano da Silva             |                               |
| 15 | Alcimar Germano Bento Pinheiro e Alves  |                           | PMN     | 1º de janeiro de 2013 | 31 de dezembro de 2016 | Francisco Félix Irmão                   | Prefeito e vice eleitos       |
| 16 | Jorge Eduardo de Carvalho Bezerra       |                           | PR      | 1º de janeiro de 2017 | 31 de dezembro de 2020 | Ewerton Thiago de Lima Silva            | Prefeito e vice eleitos       |
| 17 | José Airton Bezerra                     |                           | PDT     | 1º de janeiro de 2021 | 31 de dezembro de 2024 | Augusto César Emmanuel Pinheiro e Alves | Prefeito e vice eleitos       |
| 18 | Augusto César Emmanuel Pinheiro e Alves |                           | PSD     | 1º de janeiro de 2025 | até a atualidade       | Shayanna Paiva de Lima Furtado          | Prefeito e vice eleitos       |